# Tutsier
Tutsier, även kallade Batusi, Tussi, Watusi och Watutsi, är ett herdefolk med omtvistat ursprung som främst finns i Rwanda och Burundi. Enligt uppgifter hämtade 2023 uppgick antalet tutsier till 3,4 miljoner varav 1,4 miljoner i Burundi och 1,2 miljoner i Rwanda. Dessutom fanns omkring 320 000 tutsier i Kongo-Kinshasa, 260 000 i Tanzania och 215 000 i Uganda.
Tutsierna är närbesläktade med banyamulengefolket i östra delen av Kongo-Kinshasa. De talar samma språk som hutuerna, (ett bantuspråk) och har samma religion som dessa (en form av animism och kristendom). Det finns dock en djup splittring mellan folken kring frågan om hur den politiska makten i Rwanda och Burundi ska fördelas.

## Historia
Tutsierna tog kontrollen i det som idag är Rwanda och Burundi under 1300- eller 1400-talet och har trots att de utgör en minoritet varit de ledande i sina områden de senaste 500 åren. Tack vare att de var ett skickligt krigarfolk tog de makten över hutuerna genom en långsam assimileringsprocess.
De levde traditionellt som en överordnad aristokratisk kast i de områden de erövrade och byggde upp ett samhälle som av vissa äldre historiker har liknats vid det feodala Europa. Ledaren titulerades mwami och ansågs vara av gudomligt ursprung. Tutsier och hutuer var så välintegrerade att tutsierna började tala bantuspråk, hutuernas språk. Blandäktenskap var vanliga. Något som skilde tutsierna från sina underordnade var att hutuerna var jordbrukare, ett yrke som tutsierna såg på med förakt. En fattig tutsi kunde teoretiskt sett tvingas till jordbruk, men oftast ställde personens klan upp med boskap, symbolen för tutsiernas överlägsenhet.
Tutsierna fortsatte att expandera fram till dess att kapplöpningen om Afrika tog sitt grepp om landet i slutet av 1800-talet. Fram till dess hade förhållandet mellan tutsier och hutuer varit fredligt[källa behövs], men den belgiska kolonialadministrationen i Rwanda (1916-1961) gav tutsierna fördelar på bekostnad av hutuerna. Skillnaden folken emellan lyftes dessutom fram av belgarnas rasbiologi.
Tutsierna dominerade hutuerna i Rwanda fram till självständigheten 1961 då tutsimonarkin föll och hutuerna tog över. År 1994 skrev president Juvénal Habyarimana på ett fredsavtal med tutsierna, men efter det omkom han tillsammans med Burundis president Cyprien Ntaryamira ombord i ett flygplan som sköts ner, och den hutudominerade regeringen i Rwanda anklagade den förnekande tutsigerillan Rwandas patriotiska front och uppviglade till folkmord på tutsier. Det är idag oklart om det verkligen var gerillan som sköt ner flygplanet eller om det var hutuerna själva som var missnöjda med fredsavtalet och skyllde på tutsierna för att ha en anledning att verkställa det planerade folkmordet. I Burundi lyckades tutsierna behålla regeringsmakten trots hutuuppror[källa behövs]. År 1972 kostade ett uppror, som slogs ned av Burundis regering, 100 000 liv där merparten var hutuer.
Än idag är det tutsier som dominerar dessa länder. Rwanda, Burundi och Uganda styrs av tutsier, och i Kongos regering är tutsier i majoritet.

## Bildgalleri

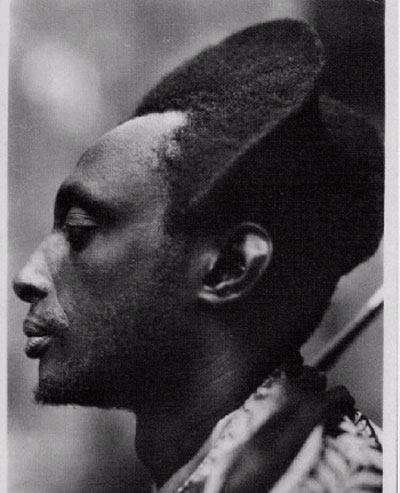
Tutsiherde
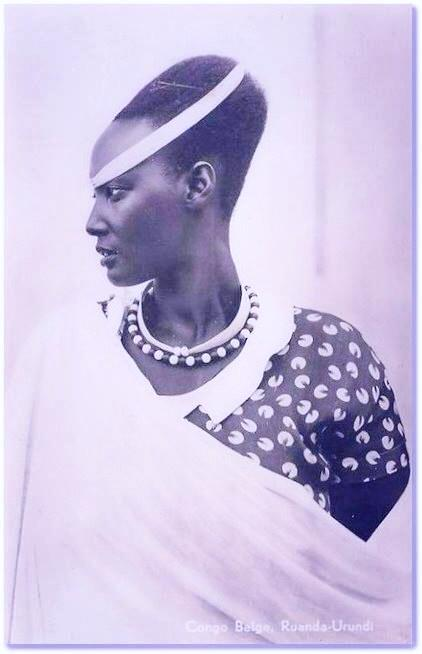
Tutsiprinsessa
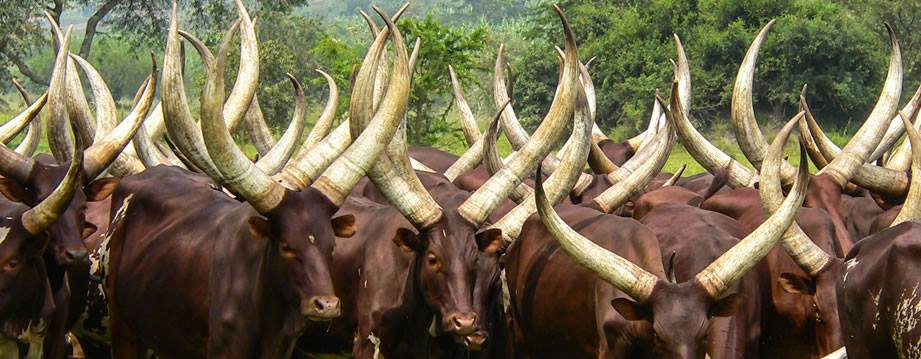
Boskap hos tutsifolket